# A. Merritt's Fantasy Magazine
A. Merritt's Fantasy Magazine a fost o revistă de literatură de consum din Statele Unite, apărută prima dată în decembrie 1949. A fost publicată de editura Popular Publications. Redactorul revistei a fost Mary Gnaedinger.

## Prezentare generală
| | Ian | Feb | Mar | Apr | Mai | Iun | Iul | Aug | Sep | Oct | Nov | Dec |
| --- | --- | --- | --- | --- | --- | --- | --- | --- | --- | --- | --- | --- |
| 1949 |     |     |     |     |     |     |     |     |     |     |     | 1/1 |
| 1950 |     | 1/2 |     | 1/3 |     |     | 1/4 |     |     | 2/1 |     |     |
| Numerele revistei A. Merritt's Fantasy Magazine din 1949 în 1950, redactorul a fost Mary Gnaedinger (nemenționat). |     |     |     |     |     |     |     |     |     |     |     |     |

Au apărut cinci numere ale revistei A. Merritt's Fantasy Magazine în perioada decembrie 1949 - octombrie 1950. Titlul este în onoarea scriitorului A. Merritt care a decedat în 1943. Publicată de Popular Publications alternativ cu revista sa Fantastic Novels. A fost un supliment al revistei Famous Fantastic Mysteries. Editată de Mary Gnaedinger.
Cele cinci numere au avut fiecare 132 de pagini și au costat 25 de cenți. A apărut și o versiune aproape identică a revistei în Canada. Coperta revistei a fost realizată de artistul Peter Stevens.
Au contribuit la această revistă scriitori ca A. Merritt cu romanul Creep, Shadow!, Frederick Faust cu romanul The Smoking Land (sub pseudonimul George Challis) sau Jack Mann cu romanul cu detectivi The Ninth Life.  O scrisoare de la tânărul Robert Silverberg a apărut într-una din coloanele cu scrisori.